# Misumena conferta
Misumena conferta là một loài nhện trong họ Thomisidae.
Loài này thuộc chi Misumena. Misumena conferta được Richard C. Banks miêu tả năm 1898.